# Scott Martin (lekkoatleta)
Scott Martin (ur. 12 października 1982 w Wodonga) – australijski lekkoatleta, kulomiot i dyskobol.

## Osiągnięcia
- dwa medale igrzysk wspólnoty narodów (Melbourne 2006, złoto w rzucie dyskiem oraz brąz w pchnięciu kulą)
- 4. (pchnięcie kulą) i 5. (rzut dyskiem) miejsce podczas pucharu świata (Ateny 2006)
- 7. lokata na halowych mistrzostw świata (pchnięcie kulą, Walencja 2008)
- 8. lokata na halowych mistrzostwach świata (pchnięcie kulą, Doha 2010)
- 4. miejsce w pucharze interkontynentalnym (Split 2010)
- złoty medal mistrzostw Oceanii (Cairns 2010)

W 2008 reprezentował Australię podczas igrzysk olimpijskich w Pekinie. 21. lokata w eliminacjach pchnięcia kulą nie dała mu awansu do finału.

## Rekordy życiowe
- pchnięcie kulą – 21,26 (2008) były rekord Australii i Oceanii
- pchnięcie kulą (hala) – 20,83 (2008) były rekord Australii i Oceanii, rekord Australii
- rzut dyskiem – 65,63 (2012)